# San Bernardino (Novellara)
Pour les articles homonymes, voir San Bernardino.
San Bernardino (Sân Bernardèin en dialecte de Reggio Emilia) est un hameau de 326 habitants de la commune de Novellara, dans la province de Reggio Emilia.

## Géographie
Au milieu de la plaine du Pô, San Bernardino est situé à 5 km de Novellara et à 25 km de Reggio Emilia. Le hameau est entouré de champs utilisés pour la culture du blé.

## Histoire
Les Terreni Novi (Nouveaux Terrains en français), ou l'actuel hameau de San Bernardino, ont été parmi les premières possessions de la Maison de Gonzague à être bonifiées entre les XVe et XVIe siècles. Cela a été possible après l'endiguement des marécages occupant la zone. À la fin du XVe siècle, Francesco Ier y fit construire deux grandes maisons, appelées les "Costanze" du nom de sa femme Costanza Strozzi. Au siècle suivant, à la demande du comte Alessandro I, la première église dédiée à Bernardin de Sienne a été érigée. Vers 1580, la maison Vittoria a été construite, née du nom de Vittoria di Capua, épouse d'Alfonso I Gonzaga. Les Gonzague se rendaient souvent aux Terreni Novi pour chasser des faisans, des perdrix et des cailles. L'une des premières sources écrites sur les Terreni Novi parle de la production de fromage. Giulio Cesare Gonzaga, en 1529, loua une ferme, 140 vaches et des vastes pelouses dans la vallée à Lorenzo et Antonio Busi, fils du juif Giarono, avec l'intention de produire du Parmesan. Par ailleurs, d'autres outils inventoriés sont mentionnés, tels que «chaudrons, écumoires, moules en bois, et planches à fromage».

### Tenuta Riviera
Le nom dérive du marquis Giangiacomo Riva, qui obtint la région en l'achetant aux Gonzague, nobles de Novellara, en 1671. Ces derniers, dès les premières bonifications des Terreni Novi, l'utilisaient comme zone de chasse, où se rendaient aussi des femmes nobles avec des faucons et des fauconniers. Même après la bonification Bentivoglio, une grande partie du territoire est restée cependant submergée: en fait, il a été exploité pour la culture du riz depuis les premières années du XVIe siècle.
Au début du XIXe siècle, il passa aux mains du comte Venceslao Spalletti. Ce n'est que plus tard, en 1920, que la zone fut drainée. Plus tard, grâce à divers travaux de réorganisation et de rénovation agricoles, il a été transformé en un domaine, digne d'être visité par des hôtes de renom, tels qu'Albert Sabin, inventeur du vaccin contre la polio, Alexander Fleming, découvreur de la pénicilline, et Benito Mussolini. En raison de l'abandon de la campagne, seules certaines parties du domaine ont été utilisées aujourd'hui, uniquement pour l'agritourisme et la restauration.
Le domaine se compose d'un manoir et d'un oratoire dédié à San Luigi Gonzaga, comprenant aussi 14 bâtiments ruraux, construits entre les XVIIe et XIXe siècles et convertis plus tard en fermes dans les années 1930: ce sont les premières maisons paysannes de la zone à être équipées d'eau courante. Il est traversé entièrement par un chemin privé long et droit, qui relie, par une porte, la route provinciale Novellara-Guastalla au manoir. Derrière, il y a encore un bosquet qui est ce qui reste de la vaste et épaisse forêt du temps des Gonzague.

## Monuments et lieux d'intérêt

### Architectures religieuses

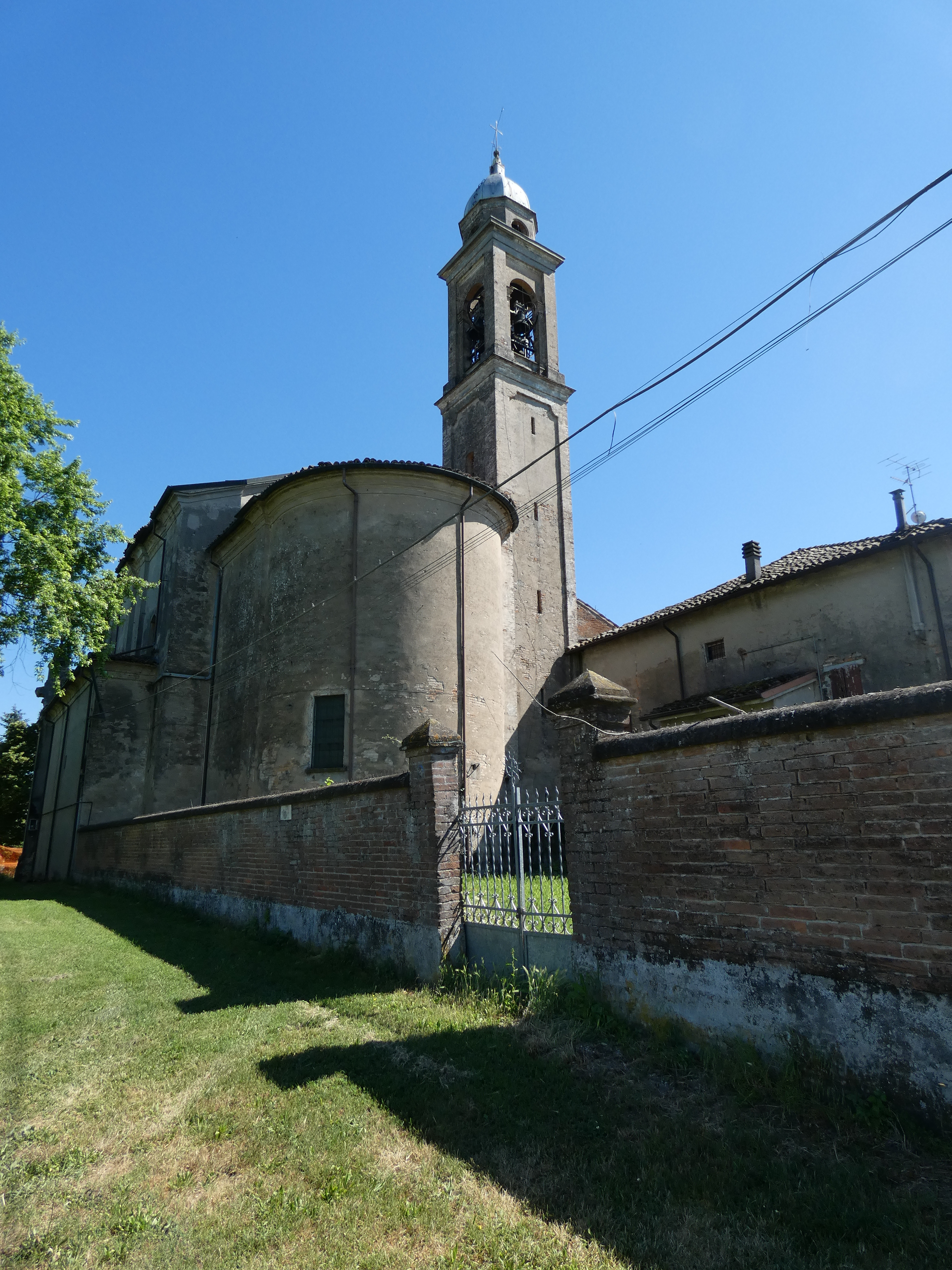
Clocher de l'église de San Bernardino

- Église de San Bernardino, église paroissiale construite initialement en 1644 et reconstruite en 1749[12].

## Culture

### Événements
- Festa della Pavera, une fête villageoise dédiée à la gastronomie et à la musique, avec une exposition d'œuvres de peintres locaux et des démonstrations de jeux et d'artisanat anciens. Le nom du festival dérive de la tradition paysanne de la récolte de la laîche (pavera en dialecte de Reggio Emilia), une herbe des marais qui servait à fabriquer des chaises, des paniers et des sacs. La fête a lieu chaque année à la Tenuta Riviera[13],[14].

- Chaque année, pendant la période de Noël, se tient une exposition de crèches, provenant de différentes régions d'Italie et du monde. Initialement, l'exposition avait lieu dans le presbytère de l'église de San Bernardino, mais à cause des dommages internes causés par le séisme, l'exposition a ensuite été déplacée à la Tenuta Riviera. Au fil des années, des importants artistes, comme Orietta Berti, Giovanna Nocetti et Milva, ont participé à l'exposition[15].